# Mălăești (okręg Dolj)
Mălăești – wieś w Rumunii, w okręgu Dolj, w gminie Goiești. W 2011 roku liczyła 392 mieszkańców.